# Typhogenes psapharota
Typhogenes psapharota är en fjärilsart som beskrevs av Edward Meyrick 1917. Typhogenes psapharota ingår i släktet Typhogenes och familjen spinnmalar. Inga underarter finns listade i Catalogue of Life.